# チカッペ!輝け福井のアスリートたち
『チカッペ！輝け福井のアスリートたち』（チカッペ かがやけふくいのアスリートたち）は、2007年4月21日から2016年3月25日まで福井テレビで放送されていたスポーツ情報番組である。

## 概要
毎回福井県出身のスポーツ選手たちにスポットを当てていた番組で、選手たちが競技練習に取り組む様子や彼らのありのままの人物像を紹介していた。取材VTRには、プロ・アマを問わず様々な選手たちが登場。番組はハイビジョンで制作されていた。
司会は、福井テレビのアナウンサーとアドバンス社所属のモデルたちが務めていた。また2011年6月4日放送分からは、「チカちゃん」という体操着姿の少女風パペットもリポートに参加していた。タイトルコールはレニー・ハートによるものであった。
番組タイトルの表記には揺れがあり、一時期番組表上で「福井テレビプレミアム・チカッペ！〜輝け☆福井のアスリートたち〜」と表記されていたことがある。また最後の1年間は、単に「チカッペ！」とだけ表記されていた。

## 放送時間
いずれも日本標準時。
- 土曜 18:00 - 18:30 （2007年4月21日 - 2011年3月26日）
- 土曜 18:00 - 18:25 （2011年4月23日 - 2015年3月21日）
- 金曜 19:00 - 19:27 （2015年4月17日 - 2016年3月25日）

この番組は不定期で放送されており、放送が無い週には同じ時間帯に『京のいっぴん物語』などの差し替え番組が放送されていた。2008年4月からは本放送当日の深夜に再放送が行われていたが（第42回から放送）、本放送が休止になる週には再放送も行われなかった。

## 出演者
（）内の肩書は出演当時のものを記載。
- 松下尚史（福井テレビアナウンサー）[2]
- 圓山詩織（福井テレビアナウンサー）[2]
- YUICHI[4] - 松下に替わって2008年から出演。後に不定期出演へ移行。
- 大塚奈央子（福井テレビアナウンサー）[5]
- 坂本剛史（福井テレビアナウンサー）[6]
- 安藤好靖（福井テレビアナウンサー）[7]
- 久高成矢（福井テレビアナウンサー）[8] - 2013年4月13日から2014年3月まで出演。
- 杉本侑理[9]
- 端野幸治[10]
- 今野真帆（福井テレビアナウンサー）[11]

## チカッペ＋
27分番組であった『チカッペ！』が、2016年4月以降も放送を継続したものだとされる5分間のミニ番組。同年4月2日から12月24日まで、毎週土曜 18:55 - 19:00 に放送。こちらは、2018年の第73回国民体育大会（福井しあわせ元気国体）での活躍が期待される選手たちを取り上げていた。
正式名称は「チカッペ＋ チームふくいのチカラ ROAD TO 2018」であるが、番組表上では常に「チカッペ＋」と表記されていた。

## タイアップ商品
大津屋とのタイアップにより、番組と同社が共同開発したオリジナルキーマカレー「チカッペ！カレー!!」が2009年7月18日に発売。同社運営のローカルコンビニエンスストア「オレンジBOX」各店で販売されている。このカレーは、カレーソースのみを真空パックしたレトルトタイプのものと、一式調理済みのコンビニ弁当タイプのものを中心に商品展開されている。